# 李極星
李 極星（イ・グクソン、朝鮮語: 이극성、1926年8月13日 - 不明）は、大韓民国の軍人、工作員。最終階級は陸軍准将。朝鮮戦争時から休戦後にかけての北派工作活動に関わった。

## 経歴
京城出身。1946年に警備士官学校を3期生で卒業。
1949年、智異山地区戦闘司令部人事参謀として司令官丁一権を補佐。
1951年3月、情報局より分離独立した諜報分遣隊（HID）の初代隊長となり、李承晩大統領の指示で休戦協定会談の破談工作を試みた。7月16日より9月まで3度にわたり板門店の会談場や中国軍警備兵の襲撃を実行するが、以後は国連軍の圧力で板門店から遠ざけられた。
休戦前後に米国留学し、帰国後は首都師団第1歩兵連隊長を経て再び北派工作に携わり、諜報部隊長や情報学校校長を務める。
第39師団長を経て第12師団長を最後に予備役編入した。
現役中に高麗大学大学院で経営学を学んでいたため、退役後は梨泰院を拠点としてホテル経営に携わり、ニュー龍山ホテル代表のほか、1970年代より観光需要の増加に伴い複数の観光団体役員を務めた。

## 年譜
- 1949年：智異山地区戦闘司令部人事参謀（大尉）
- 1951年3月：情報局諜報分遣隊隊長（少領）
- 1954年
  - 6月：歩兵学校高等軍事班卒業
  - 8月：歩兵第1連隊長
- 1955年8月：諜報部隊長
- 1956年6月：陸軍大学卒業
- 1962年
  - 3月：情報学校校長
  - 7月：第39師団長
  - 8月：高麗大学大学院経営学科修了
- 1964年8月：第12師団長
- 1966年2月：予備役編入、大韓住宅公社常任理事
- 1968年12月：三星観光開発株式会社代表理事
- 1970年1月：観光ホテル協会理事
- 1972年9月：社団法人観光ホテルサプライセンター監査